# Partage Shopping Campina Grande
O Partage Shopping Campina Grande (antes Shopping Iguatemi Campina Grande e posteriormente Boulevard Shopping Campina Grande) é o maior centro comercial do interior do estado brasileiro da Paraíba, localizado na cidade de Campina Grande, foi inaugurado em 29 de abril de 1999. O Shopping é o principal centro de compras, gastronomia, serviços e entretenimento da região, abrangido cerca de 66 município que fazem parte da área de influência de Campina Grande, contando com cerca de 1 milhão de habitantes .
Situado ao lado do Terminal Rodoviário Argemiro de Figueiredo, sua arquitetura é predominantemente horizontal. Possui 184 lojas, dentre algumas delas estão: Arezzo, Bonaparte, Carmen Steffens, City Shoes, Colcci, Contém 1g, Giraffas, Lilica & Tigor, Mc Donald’s, O Boticário, Planet Girls, Sérgio’s, Taco, Via Uno, Chilli Beans, Hering, Checklist, Lojas Mioche, Café Poético, Calvin Klein, Café Donuts, Samsung e Livraria Leitura. As lojas ancoras do shopping são: Hiper Bompreço, Lojas Americanas, Lojas Marisa, Game Station, Lojas Insinuante, Lojas Riachuelo e Lojas Renner. Possui  5 salas de cinema do Cinesercla.
O Shopping é administrado pelo grupo Partage Empreendimentos e Participações e poderá ser ampliado. O grupo modificou o nome deste shopping para Partage Shopping em 7 de abril de 2014.
No ano de 2013 foi anunciado por parte da administração do shopping que ele iria ser revitalizado, essa revitalização foi investido cerca de 180 milhões de reais, as obras foram dividias em três partes que só foi entregue em 2016, a primeira parte foi a construção de Deck Park com acesso de esteiras rolantes e quatro elevadores, foi inaugurado no inicio de 2016; a segunda fase foi a revitalização do piso de todo shopping, com a construção de novas Lojas Renner e a reconstrução de antigas como a Lojas Riachuelo, nessa segunda fase houve a expansão e abertura de várias corredores e a principal obra dessa segunda fase foi a entrega da praça de alimentação, que conta com 23 lojas e 1200 lugares, essa fase foi entregue em Outubro de 2016; a terceira e última está a reformulação da antiga praça de alimentação e também a entrega do novo cinema e está prevista para maio de 2017. Com essa expansão o Partage pretende acrescentar 35% no fluxo de  clientes de hoje é de cerca de 600 mil por mês.